# 市来知神社
市来知神社（いちきしりじんじゃ）は、北海道三笠市宮本町488に所在する神社。旧社格は郷社。

## 祭神
- 天照大御神（あまてらすおおみかみ）
- 豊宇気毘賣神（とようけひめのかみ）
- 大山祇神（おおやまつみのかみ）
- 大國主神（おおくにぬしのかみ）
- 倉稲魂神（うかのみたまのかみ）
- 大國魂神（おおくにたまのかみ）
- 少彦名神（すくなひこなのかみ）

## 歴史
1882年（明治15年）に集治監を基盤として開村した市来知村で、初めて集治監による農耕の祭祀が営まれたのは、1885年（明治18年）6月6日のことである。
1886年（明治19年）、囚人たちを使って拓かれた土地に、豊宇気毘賣神と大山祇神を祀る社が建てられ、7月4 - 5日に遷座祭と大祭が催された。
1888年（明治21年）、競馬場が完成。また同年には「村社創建願」を出願するが、許可が下りたのは無格社であった。それでも当時、札幌以北の道央地域で社格を有する唯一の神社だったという。
1890年（明治23年）1月6日、社殿が焼失。火災の原因は、博徒たちが社殿で賭博場を開いた後の火の不始末だったと言われるが、この件で捕えられた博徒はいなかった。なお、社殿は同年中に再建された。
1906年（明治39年）に市来知村が幌内村・幾春別村と合併して三笠山村となると、村社昇格を求める機運が再び起こった。昇格の条件となる、社務所の建築と基本財産の造成を満たしたのち、1916年（大正5年）9月に社殿を改築し、1920年（大正8年）9月6日に村社へと昇格した。
1943年（昭和18年）11月19日、郷社へと昇格。
1946年（昭和21年）には宗教法人となり、1951年（昭和26年）に幌内太神社を合祀する。
1962年（昭和37年）、競馬場を廃止。1964年（昭和39年）9月、「渡辺惟精翁 顕彰碑」が建立される。

## ギャラリー

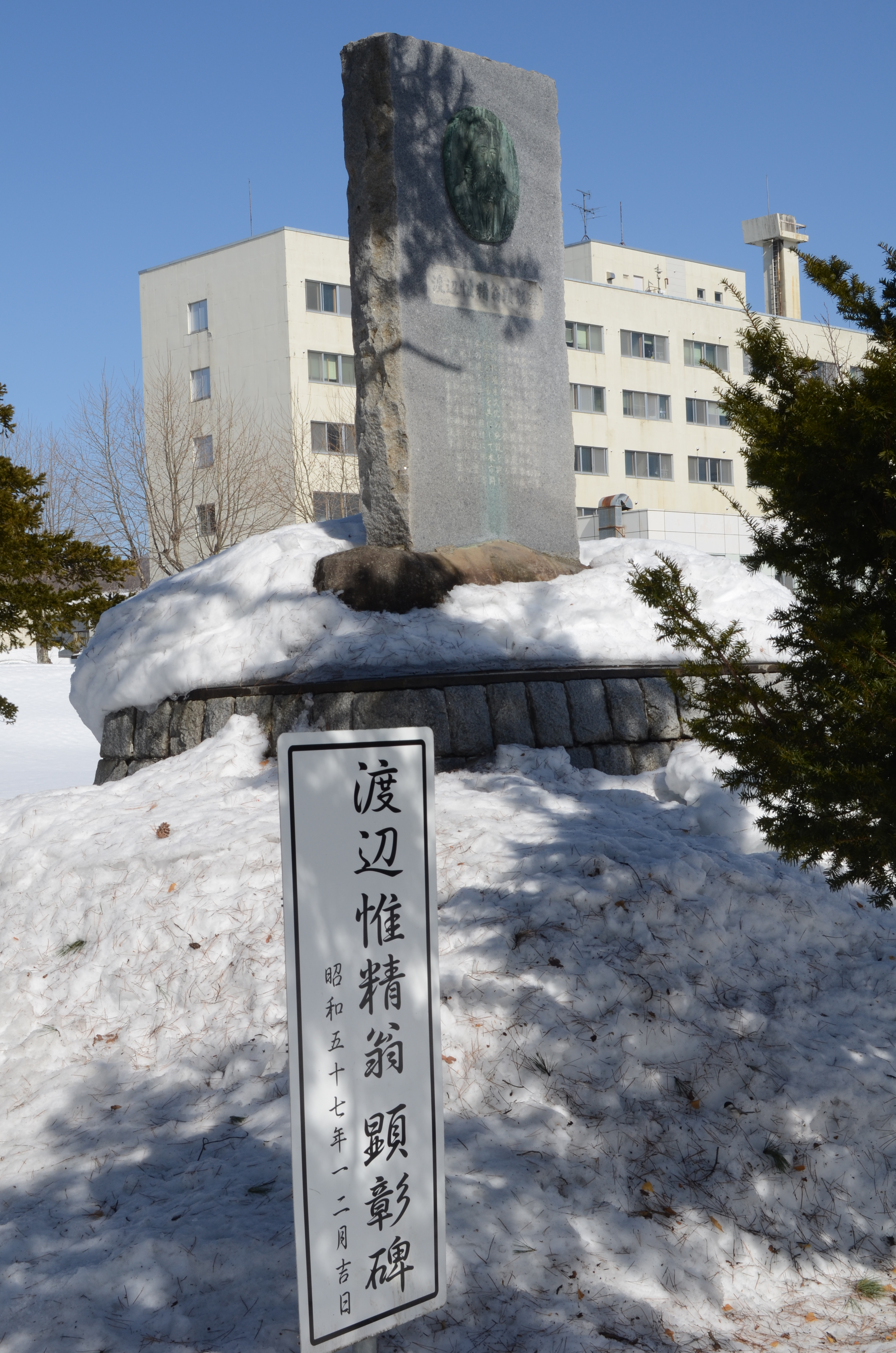
渡辺惟精翁 顕彰碑
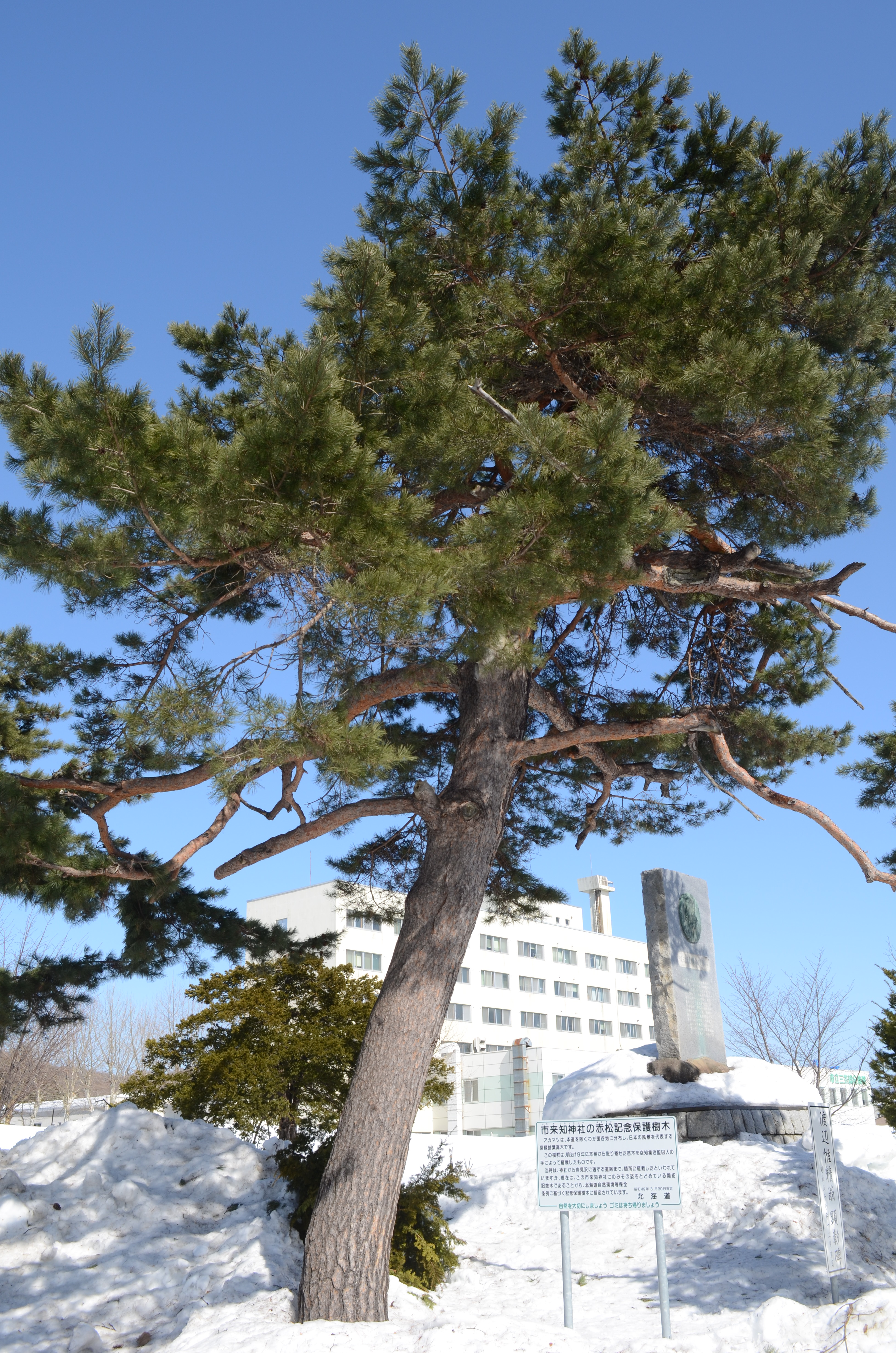
市来知神社の赤松記念保護樹木